# Soizy-aux-Bois
Soizy-aux-Bois  là một xã thuộc tỉnh Marne trong vùng Grand Est đông nam nước Pháp. Xã này nằm ở khu vực có độ cao trung bình 185 mét trên mực nước biển.